# Світла Долина
Сві́тла Доли́на —  село в Україні, в Запорізькому районі Запорізької області. Входить до складу Тернуватської селищної громади. Населення становить 155 осіб. До 2019 року орган місцевого самоврядування - Самійлівська сільська рада.

## Географія
Село Світла Долина знаходиться на відстані 2,5 км від села Розівка та за 3 км від села Самійлівка.